# Pierre Gensous
Pierre Gensous, né le 25 juillet 1925 à Mont-de-Marsan (Landes) et mort le 2 décembre 2017 à Bayonne, est un syndicaliste et un résistant français.

## Biographie
Ajusteur, issu de l'école professionnelle de Tarbes, il est avant guerre, employé par Hispano-Suiza et la SNCF. Durant la Seconde Guerre mondiale, il participe à de nombreuses actions de sabotage de la production, avant de rejoindre le maquis du corps franc Pommiès.
En 1969, il remplace Louis Saillant au poste de secrétaire général de la Fédération syndicale mondiale (FSM) à partir du VIe congrès syndical mondial. 
Il est membre du comité central du Parti communiste français de 1968 à 1979.

### Article annexe
- Bureau confédéral de la CGT